# Masters de Cincinnati 1971
El Abierto de Cincinnati 1971 fue un torneo de tenis jugado sobre tierra batida. Fue la edición número 71 de este torneo. El torneo masculino formó parte del circuito  ATP. Se celebró entre el 2 de agosto y el 8 de agosto de 1971.

## Campeones

### Individuales masculinos
Stan Smith vence a  Juan Gisbert, 7–6, 6–3.

### Dobles masculinos
Stan Smith /  Erik Van Dillen vencen a  Sandy Mayer /  Roscoe Tanner, 6–4, 6–4.

### Individuales femeninos
Virginia Wade vence a  Linda Tuero, 6-3, 6-3.

### Dobles femeninos
Helen Gourlay /  Kerry Harris vencen a  Gail Sherriff /  Winnie Shaw, 6-4, 6-4.
| Predecesor: Cincinnati 1970 | Masters de Cincinnati 1971 | Sucesor: Cincinnati 1972 |